# 佐々木潤子
佐々木 潤子（ささき じゅんこ、1960年4月19日 - ）は、日本の漫画家。東京都出身。

## 来歴
デザイン学校卒業後、投稿生活を経て1982年に「りぼん」で努力賞を受賞し、「りぼんオリジナル」（集英社）に掲載の『He isたよりナイト』で商業作家デビューを果たす。1996年にアルファ・オメガが発売したPCゲームソフト『英雄降臨』のシナリオ制作やCG制作に携わった。アルファ・オメガ（現・AOSテクノロジーズ）は弟の佐々木隆仁が社長を務める会社である。

## 主要作品リスト
- エース!　全6巻（集英社、1985～1986年）
- ダンシング　全3巻（集英社、1986～1987年）
- 銀河（集英社、1987年）
- じゃんけんぽん　全3巻（集英社、1988～1989年）
- 風の生まれるところ　全6巻（集英社、1989～1990年）
- BAN BON!　全9巻（集英社、1992～1994年）
- 火龍　全2巻（集英社、1995年）
- リトル・アダム リトル・エバ　全2巻（集英社、1996～1997年）
- ファイト!　全3巻（集英社、2006～2007年）

### ゲーム
- 英雄降臨（アルファオメガ、1996年） - シナリオ・CG

### 小説
- 英雄降臨 The seven heroes ＆ Cinderella（集英社スーパーファンタジー文庫、1996年）※原案